# 比翼鸟

三才圖會 13鸟兽 比翼鸟

比翼鸟又稱作鹣鹣、蛮蛮、𪈮、𪈿，是中国古代的传说生物。传说中的比翼鸟只有一目一翼，因此必须雌雄两只鸟相互协助才能飞行。据说此鸟一出现，就发生洪水。

## 記載
古代书籍中对比翼鸟的记载：
- 《山海经·海外南经》：“比翼鸟在其东，其为鸟青、赤，两鸟比翼。一曰在南山东。”“其状如凫而一翼一目，相得乃飞，名曰蛮蛮。”
- 《尔雅·释地》：“南方有比翼鸟焉，不比不飞，其名谓之鹣鹣。”郭璞注：“似凫，青赤色。”
- 《博物志余》：“南方有比翼鸟，飞止饮啄，不相分离……死而复生，必在一处。”
- 《廣韻》：𪈮：似鳧一目一足一翼相得乃飛即比翼鳥也。
- 《瑞应图》：“王者德及高远，则比翼鸟至。”
- 《曹子建集·送应氏》：“山川阻且远，别促会日长，愿为比翼鸟，施翮起高翔。”
- 《長恨歌》：在天願作比翼鳥，在地願為連理枝。

## 代表文化
|  | 七月七日長生殿，夜半無人私語時。 在天願做比翼鳥，在地願為連理枝。 天長地久有時盡，此恨連綿無絶期。____《長恨歌》白居易 |

比翼鳥除了為中國古代的傳說動物，其另外意義也代表著人們的愛情永不分離。比如“在天願做比翼鳥，在地願為連理枝”，比喻人們的愛情忠貞不渝。

## 當代文化
- 2022年動畫電影《新神榜：楊戩》，片中仙鳥的原型是《山海經》中的比翼鳥。